# Alberto Soria
Alberto Soria Ortega (* 10. März 1906 in Lima; † 23. Juni 1980) war ein peruanischer Fußballspieler. Er nahm an der ersten Fußball-Weltmeisterschaft 1930 teil.

## Karriere
Soria spielte bis 1924 in seiner Geburtsstadt Lima beim Zweitligisten Club Teniente Ruiz aus dem Stadtbezirk La Victoria. In den Folgejahren war er für Alianza Lima aktiv, wo er vier peruanische Meisterschaften gewann. 1933 wechselte er von Alianza zum Stadtrivalen Universitario de Deportes, mit dem er Vizemeister wurde. Wegen des Wechsels von „Alianza“ zu „Universitario“ erhielt er von den Alianza-Fans den Spitznamen „Judas Iskariot“. Nach nur einer Spielzeit kehrte er 1934 zu Alianza zurück und gewann dort eine fünfte Meisterschaft. 1938 beendete er seine Spielerkarriere.
Zwischen 1930 und 1937 bestritt Soria sechs Spiele für die peruanische Nationalmannschaft, in denen er ohne Torerfolg blieb.
Anlässlich der ersten Fußball-Weltmeisterschaft 1930 in Uruguay wurde Soria in das peruanische Aufgebot berufen. Er wurde im ersten Vorrundenspiel gegen Rumänien eingesetzt. Nach der Vorrunde schied Peru als Gruppenletzter aus dem Turnier aus. Soria nahm auch an der Campeonato Sudamericano 1937 teil. Dort wurde er in allen fünf Partien eingesetzt.

## Erfolge
- Peruanische Meisterschaft: 1927, 1928, 1931, 1932 und 1934